# Galaxie 500
Galaxie 500 (с англ. — «Галактика 500») — американская инди-рок-группа, образованная в 1987 году и распавшаяся в 1991 году после выпуска трех студийных альбомов: Today (1988), On Fire (1989) и This Is Our Music (1990). В состав группы входили гитарист и вокалист Дин Уэрхэм, барабанщик Дэймон Круковски и басистка и вокалистка Наоми Янг.

## Характеристики
Стиль
Музыку группы описывают как инди-рок, дрим-поп и слоукор.
Galaxie 500 была инди-рок-группой, которая использовала простые инструментальные приемы, которые были улучшены атмосферным стилем производства. Звук был описан как «насыщенный реверберацией, ошеломляюще медленный и минималистский». Музыкальный критик Джим ДеРогатис оценил: «Galaxy 500 никогда не меняли свою психоделическую, сомнамбулическую формулу, но какая это была великолепная формула». В своей книге Gimme Indie Rock музыкальный журналист Эндрю Эрлз описал звучание группы как «обычно медленную или среднетемповую смесь The Velvet Underground, The Feelies, британских прото-шугейз/дроун-рок-иконы Spacemen 3, The Dream Syndicate и Television, мягко пропущенную через туманный дрим-поп-фильтр».
Источники вдохновения
The Velvet Underground и Джонатан Ричман были определены как ключевые источники влияния.

## Наследие
Влияние на других исполнителей
Джейсон Энкени из AllMusic сказал, что Galaxy 500 «возможно, оказали такое же влияние на инди-рок, как The Velvet Underground на рок и панк, которые появились после них», и что группа оказала «длительное влияние на движения шугейза и слоукора, которые последовали за ними».
Музыка Galaxie 500 оказала влияние на многие более поздние инди-группы, включая Low. Их музыку перепевали и ссылались на нее несколько известных артистов. В песне Лиз Фер «Stratford-on-Guy» она поет: «И я притворялась, что я в клипе Galaxie 500». В песне Xiu Xiu «Dr. Troll» Джейми Стюарт поет: «Слушай On Fire и притворяйся, что кто-то может тебя полюбить». На дебютном альбоме Neutral Milk Hotel, On Avery Island, песня «Naomi» была написана о Наоми Янг и включает в себя строчку «Нет Наоми в поле зрения/Она ходит по Кембриджским акциям и гуляет»; в 2011 году Янг создала музыкальный клип на эту песню, включая историю о том, как участник Neutral Milk Hotel Джулиан Костер дал ей копию альбома и сказал, что песня написана о ней. Альбом And This Is Our Music группы The Brian Jonestown Massacre был назван в честь альбома группы This Is Our Music (который, в свою очередь, был назван в честь альбома Орнетта Коулмена This Is Our Music). Фронтмен Sonic Youth Тёрстон Мур назвал альбом Today группы Galaxie 500 «гитарной записью 1988 года».
В популярной культуре
«Tugboat» перепевали многие артисты, включая The Submarines, которые записали его с инди-рок-продюсером Адамом Ласусом для своего iTunes Live Session EP, British Sea Power, на сборнике Stop Me If You Think You've Heard This One Before..., валлийскую нойз-поп-группу Joanna Gruesome и Portastatic. В 2010 году группы Cloudland Canyon и Citay выпустили 7-дюймовый EP, на котором они обе перепели Galaxie 500, первая взялась за «Temperature's Rising», а вторая сделала версию «Tugboat».
В 2012 году песня «Tugboat» прозвучала в фильме «Хорошо быть тихоней», снятом Стивеном Чбоски по его одноименной книге.

## Дискография
Смотри статью «Дискография Galaxie 500» в англ. разделе.
- Today (Aurora, 1988)
- On Fire (Rough Trade, 1989)
- This Is Our Music (Rough Trade, 1990)